# 보살레 왕조
보살레 왕조(마라티어: भोसले राजवंश)는 보살레 씨족에 속하는 인도의 마라타계 왕조이다. 보살레 가문은 자신들을 라지푸트 시소디아 왕조의 후손이라고 주장했지만, 실제로는 쿤비 마라타에서 기원했을 가능성이 높다.
보살레 가문은 1577년 아마드나가르 술탄국의 말릭 암바르의 장군 또는 사르다르였던 말로지 보살레에 의해 설립되었다. 1595년 또는 1599년, 말로지는 아마드나가르 술탄국의 통치자 바하두르 니잠 샤로부터 라자라는 칭호를 수여받았다. 그는 나중에 푸네, 엘루르(베룰), 데르하디, 칸나라드, 수페의 자기르를 수여받았다. 그는 또한 시브네리와 차칸의 첫 번째 지역에 대한 통제권도 부여받았다. 이 직책은 무슬림 수피 샤 샤리프의 이름을 딴 그의 아들 샤하지와 샤리프지가 물려받았다.
보살레 왕조는 1674년부터 1818년까지 마라타 연맹의 차트라파티로 활동하며 인도 아대륙의 지배권을 얻었다. 또한 사타라, 콜라푸르, 탄자부르, 나그푸르, 아칼코트, 사완트와디, 바르시와 같은 여러 왕국들을 통치했다.